# Snecma M88
El Snecma M88 es un motor turbofán con postquemador desarrollado por la compañía francesa Snecma para equipar al caza de peso medio Dassault Rafale, derivado del anterior motor Snecma M55, empleado en el proyecto del caza pesado Dassault Mirage 4000.
El motor M88-2 tiene un avanzado diseño, es un motor modular totalmente nuevo de doble cuerpo y doble flujo, con una longitud de 3,53 metros, un diámetro de 69,3 cm y una masa de 897 kg, está especialmente desarrollado para el Rafale. Compacto, ofrece 50 kN de empuje en seco y 75 kN con postcombustión, con un consumo de 1,7 kg/daN.h.

## Diseño
El nuevo M88-2 especialmente diseñado para equipar al caza bimotor Rafale debe permanecer en vuelo a baja altura, con un bajo consumo específico de combustible (y por lo tanto tiene una alta relación de compresión de 24,5 y componentes de alto rendimiento). También necesita volar a gran altura con un alto impulso específico (y por lo tanto, un bajo coeficiente de 0,3).
Con este fin, se utilizan las innovaciones siguientes:
Disco compresor aerodinámicos monobloques (DAM); 
Una cámara de combustión limpia anulares; 
Veletas y los distribuidores de un solo cristal de turbina de alta presión; 
Un nuevo sistema de refrigeración. 
El motor se regula automáticamente, a la plena autoridad redundante de control Digital del motor (FADEC), con dos equipos, lo que permite sin restricciones de vuelo (los dos motores se ponen en marcha en dos minutos, y la transición hacia el puesto de tres segundos) y un mantenimiento más sencillo. La entrada de los M88-2 finalmente, tiene una firma de radar (SER) y la firma de infrarrojos (SIR) reducida.

## Especificaciones[2][3]

### Características generales
- Tipo: Turbofán
- Longitud: 3,5 m
- Diámetro: 0,9 m
- Peso en seco: aprox. 1000 kg

### Componentes
- Compresor de baja (LPC): 3 etapas
- Compresor de alta (HPC): 6 etapas
- Turbina de alta (HPT): 1 etapa
- Turbina de baja (LPT): 1 etapa

### Rendimiento
- Empuje: 50 kN (13.500 lbf) sin postquemador / 75 kN (20.000 lbf) con postquemador
- Consumo específico: 
  - (0.78 lbm/(lbf*h)) sin postquemador / (1.72 lbm/(lbf*hr)) con postquemador
  - 79,5 kg/(kN·h) sin postquemador / (175 kg/(kN·h) con postquemador
- Relación empuje a peso:  8:1
- Relación consumo a potencia: 
  - 1:0.62 sin  postquemador
  - 1:0.42 con postquemador

### Motores similares
- Eurojet EJ200
- General Electric F110
- General Electric F404
- General Electric F414
- Pratt & Whitney F100
- Pratt & Whitney F119
- Pratt & Whitney F135
- Klimov RD-33
- Saturn AL-31
- Guizhou WS-13
- Shenyang WS-10

## Aplicaciones
- Dassault Mirage 4000
- Dassault Rafale